# Aire d'attraction de Marmande
L'aire d'attraction de Marmande est un zonage d'étude défini par l'Insee pour caractériser l’influence de la commune de Marmande sur les communes environnantes. Publiée en octobre 2020, elle se substitue à l'aire urbaine de Marmande, qui comportait 22 communes dans le dernier zonage qui remontait à 2010.

## Définition
L'aire d'attraction d'une ville est composée d’un pôle, défini à partir de critères de population et d’emploi ainsi que d’une couronne constituée des communes dont au moins 15 % des actifs travaillent dans le pôle. Le pôle d’attraction constitue ainsi un point de convergence des déplacements domicile-travail,.

## Type et composition
L’aire d'attraction de Marmande est une aire inter-départementale qui comporte 48 communes : 47 situées en Lot-et-Garonne et 1 dans la Gironde (Lamothe-Landerron).
Elle est catégorisée dans les aires de 50 000 à moins de 200 000 habitants, une catégorie qui regroupe 25,3 % de la population de Nouvelle-Aquitaine et 18,5 % au niveau national.

### Carte

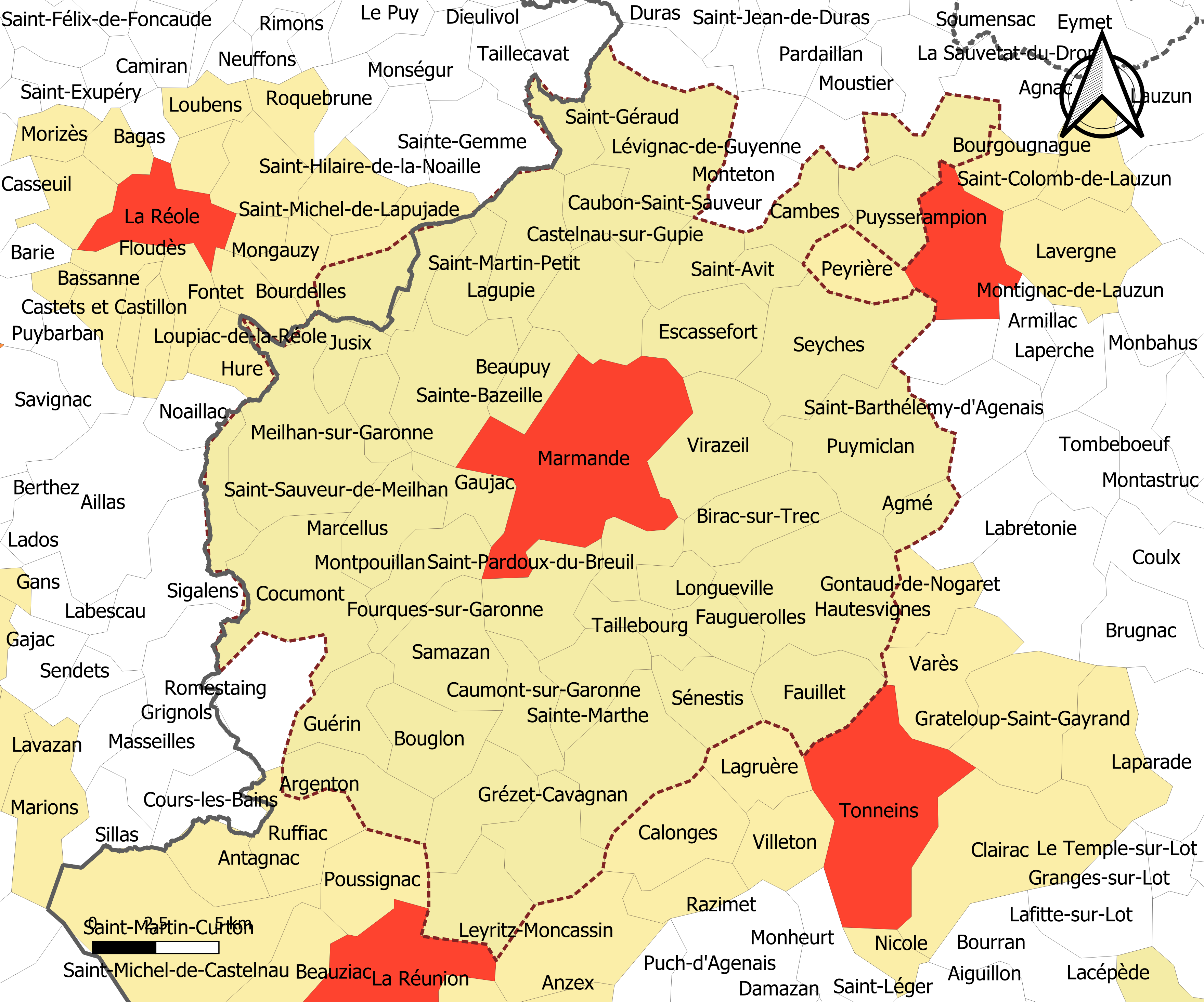
Carte de l'aire d'attraction de Marmande.
Commune-centre
Commune de la couronne

### Composition communale
| Nom                       | Code Insee | Département    | Statut                 | Superficie (km2) | Population (dernière pop. légale) | Densité (hab./km2) | Modifier                                    |
| ------------------------- | ---------- | -------------- | ---------------------- | ---------------- | --------------------------------- | ------------------ | ------------------------------------------- |
| Marmande (commune-centre) | 47157      | Lot-et-Garonne | commune-centre         | 45,06            | 17 361 (2022)                     | 385                | modifier les données · modifier les données |
| Lamothe-Landerron         | 33221      | Gironde        | commune de la couronne | 9,18             | 1 119 (2022)                      | 122                | modifier les données · modifier les données |
| Agmé                      | 47002      | Lot-et-Garonne | commune de la couronne | 5,01             | 106 (2022)                        | 21                 | modifier les données · modifier les données |
| Argenton                  | 47013      | Lot-et-Garonne | commune de la couronne | 12,14            | 316 (2022)                        | 26                 | modifier les données · modifier les données |
| Beaupuy                   | 47024      | Lot-et-Garonne | commune de la couronne | 8,17             | 1 678 (2022)                      | 205                | modifier les données · modifier les données |
| Birac-sur-Trec            | 47028      | Lot-et-Garonne | commune de la couronne | 14,34            | 831 (2022)                        | 58                 | modifier les données · modifier les données |
| Bouglon                   | 47034      | Lot-et-Garonne | commune de la couronne | 13,92            | 651 (2022)                        | 47                 | modifier les données · modifier les données |
| Cambes                    | 47047      | Lot-et-Garonne | commune de la couronne | 9,20             | 176 (2022)                        | 19                 | modifier les données · modifier les données |
| Castelnau-sur-Gupie       | 47056      | Lot-et-Garonne | commune de la couronne | 15,23            | 914 (2022)                        | 60                 | modifier les données · modifier les données |
| Caubon-Saint-Sauveur      | 47059      | Lot-et-Garonne | commune de la couronne | 11,34            | 263 (2022)                        | 23                 | modifier les données · modifier les données |
| Caumont-sur-Garonne       | 47061      | Lot-et-Garonne | commune de la couronne | 11,61            | 815 (2022)                        | 70                 | modifier les données · modifier les données |
| Cocumont                  | 47068      | Lot-et-Garonne | commune de la couronne | 25,44            | 1 110 (2022)                      | 44                 | modifier les données · modifier les données |
| Couthures-sur-Garonne     | 47074      | Lot-et-Garonne | commune de la couronne | 6,98             | 366 (2022)                        | 52                 | modifier les données · modifier les données |
| Escassefort               | 47088      | Lot-et-Garonne | commune de la couronne | 13,92            | 654 (2022)                        | 47                 | modifier les données · modifier les données |
| Fauguerolles              | 47094      | Lot-et-Garonne | commune de la couronne | 6,93             | 827 (2022)                        | 119                | modifier les données · modifier les données |
| Fauillet                  | 47095      | Lot-et-Garonne | commune de la couronne | 14,23            | 857 (2022)                        | 60                 | modifier les données · modifier les données |
| Fourques-sur-Garonne      | 47101      | Lot-et-Garonne | commune de la couronne | 13,96            | 1 307 (2022)                      | 94                 | modifier les données · modifier les données |
| Gaujac                    | 47108      | Lot-et-Garonne | commune de la couronne | 7,33             | 241 (2022)                        | 33                 | modifier les données · modifier les données |
| Gontaud-de-Nogaret        | 47110      | Lot-et-Garonne | commune de la couronne | 29,51            | 1 641 (2022)                      | 56                 | modifier les données · modifier les données |
| Grézet-Cavagnan           | 47114      | Lot-et-Garonne | commune de la couronne | 12,55            | 403 (2022)                        | 32                 | modifier les données · modifier les données |
| Guérin                    | 47115      | Lot-et-Garonne | commune de la couronne | 10,43            | 247 (2022)                        | 24                 | modifier les données · modifier les données |
| Jusix                     | 47120      | Lot-et-Garonne | commune de la couronne | 7,50             | 94 (2022)                         | 13                 | modifier les données · modifier les données |
| Labastide-Castel-Amouroux | 47121      | Lot-et-Garonne | commune de la couronne | 11,95            | 317 (2022)                        | 27                 | modifier les données · modifier les données |
| Lachapelle                | 47126      | Lot-et-Garonne | commune de la couronne | 4,53             | 101 (2022)                        | 22                 | modifier les données · modifier les données |
| Lagupie                   | 47131      | Lot-et-Garonne | commune de la couronne | 8,69             | 686 (2022)                        | 79                 | modifier les données · modifier les données |
| Lévignac-de-Guyenne       | 47147      | Lot-et-Garonne | commune de la couronne | 25,02            | 678 (2022)                        | 27                 | modifier les données · modifier les données |
| Longueville               | 47150      | Lot-et-Garonne | commune de la couronne | 4,79             | 375 (2022)                        | 78                 | modifier les données · modifier les données |
| Marcellus                 | 47156      | Lot-et-Garonne | commune de la couronne | 11,77            | 874 (2022)                        | 74                 | modifier les données · modifier les données |
| Le Mas-d'Agenais          | 47159      | Lot-et-Garonne | commune de la couronne | 21,18            | 1 486 (2022)                      | 70                 | modifier les données · modifier les données |
| Mauvezin-sur-Gupie        | 47163      | Lot-et-Garonne | commune de la couronne | 15,80            | 611 (2022)                        | 39                 | modifier les données · modifier les données |
| Meilhan-sur-Garonne       | 47165      | Lot-et-Garonne | commune de la couronne | 28,62            | 1 330 (2022)                      | 46                 | modifier les données · modifier les données |
| Montpouillan              | 47191      | Lot-et-Garonne | commune de la couronne | 12,07            | 817 (2022)                        | 68                 | modifier les données · modifier les données |
| Puymiclan                 | 47216      | Lot-et-Garonne | commune de la couronne | 25,74            | 707 (2022)                        | 27                 | modifier les données · modifier les données |
| Puysserampion             | 47218      | Lot-et-Garonne | commune de la couronne | 10,72            | 256 (2022)                        | 24                 | modifier les données · modifier les données |
| Roumagne                  | 47226      | Lot-et-Garonne | commune de la couronne | 10,54            | 529 (2022)                        | 50                 | modifier les données · modifier les données |
| Saint-Avit                | 47231      | Lot-et-Garonne | commune de la couronne | 8,95             | 183 (2022)                        | 20                 | modifier les données · modifier les données |
| Sainte-Bazeille           | 47233      | Lot-et-Garonne | commune de la couronne | 20,67            | 3 183 (2022)                      | 154                | modifier les données · modifier les données |
| Sainte-Gemme-Martaillac   | 47244      | Lot-et-Garonne | commune de la couronne | 14,00            | 383 (2022)                        | 27                 | modifier les données · modifier les données |
| Saint-Géraud              | 47245      | Lot-et-Garonne | commune de la couronne | 5,68             | 86 (2022)                         | 15                 | modifier les données · modifier les données |
| Sainte-Marthe             | 47253      | Lot-et-Garonne | commune de la couronne | 9,65             | 657 (2022)                        | 68                 | modifier les données · modifier les données |
| Saint-Martin-Petit        | 47257      | Lot-et-Garonne | commune de la couronne | 6,39             | 624 (2022)                        | 98                 | modifier les données · modifier les données |
| Saint-Pardoux-du-Breuil   | 47263      | Lot-et-Garonne | commune de la couronne | 7,30             | 618 (2022)                        | 85                 | modifier les données · modifier les données |
| Saint-Sauveur-de-Meilhan  | 47277      | Lot-et-Garonne | commune de la couronne | 7,03             | 344 (2022)                        | 49                 | modifier les données · modifier les données |
| Samazan                   | 47285      | Lot-et-Garonne | commune de la couronne | 17,25            | 855 (2022)                        | 50                 | modifier les données · modifier les données |
| Sénestis                  | 47298      | Lot-et-Garonne | commune de la couronne | 11,31            | 199 (2022)                        | 18                 | modifier les données · modifier les données |
| Seyches                   | 47301      | Lot-et-Garonne | commune de la couronne | 24,69            | 1 057 (2022)                      | 43                 | modifier les données · modifier les données |
| Taillebourg               | 47304      | Lot-et-Garonne | commune de la couronne | 7,11             | 65 (2022)                         | 9,1                | modifier les données · modifier les données |
| Virazeil                  | 47326      | Lot-et-Garonne | commune de la couronne | 19,87            | 1 696 (2022)                      | 85                 | modifier les données · modifier les données |